# 霍羅德基夫卡 (別爾季切夫區)

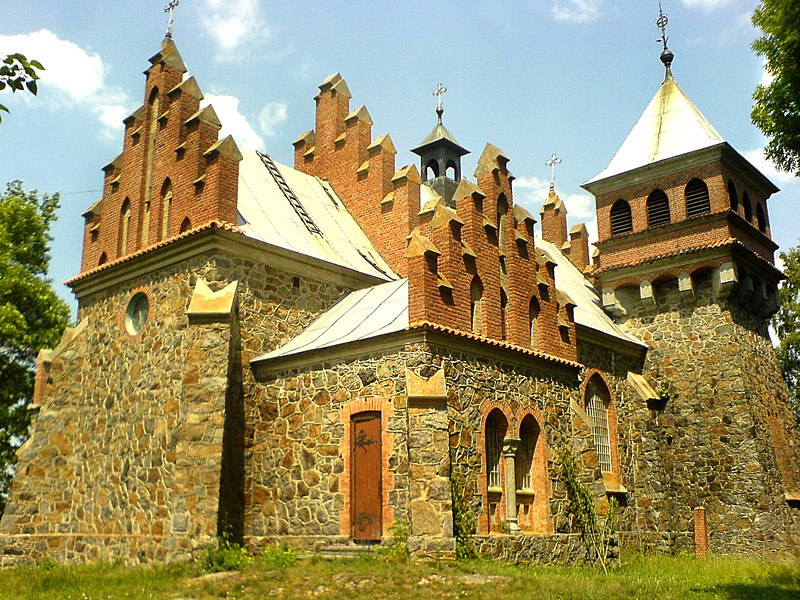

霍羅德基夫卡（烏克蘭語：Городківка），是烏克蘭的城鎮，位於該國北部日托米爾州，由別爾季切夫區負責管轄，面積48.77平方公里，海拔高度239米，2001年人口1,095。